# 雨の日の女
「雨の日の女」（Rainy Day Women #12 & 35）は、ボブ・ディランが作詞・作曲・歌唱し、アルバム『ブロンド・オン・ブロンド』に収録、シングルとしてリリースされた楽曲。ビルボード Hot 100 で2位、全英シングル・チャートで7位を記録し、ディラン自身のシングルとしては、「ライク・ア・ローリング・ストーン」に次ぐ大きなヒットとなった。

## 解説
キーFのブルース進行によるシンプルだが皮肉な曲調で、奇妙な歓声のようなバック・コーラスを伴っている。また、当時のディランの曲には珍しくトロンボーンやチューバなどの管楽器が使われている。
五連から成り（シングルは三連）、いずれの連も曲中の女性に対し、人生の様々な局面で「石で打たれるだろう」と述べたあと、「Everybody must get stoned」と締めくくる。この "Get Stoned!" がドラッグによる鬱状態を指す言葉として、アメリカの多くのラジオ局やBBCで「ドラッグ・ソング」に指定され放送禁止になった。
ただし stoneを「石で打つ」と解した場合、キリスト教文化圏においては『聖書』の「ヨハネ福音書」第8章の逸話が容易に連想される。すなわち姦通の女を捕らえて石打の刑で殺せと主張する人々に対し、イエスが「罪を犯したことのない者だけが、この女を石で打て」 と答えて女を救ったというものである。これを踏まえた上で様々な解釈が可能であり、単なるドラッグ・ソングとは言えない寓意性を持っている。片桐ユズルは、アレン・ギンズバーグが「stonedには16通りの意味がある」と述べていたという（『ボブ・ディラン全詩集』あとがき、晶文社）。

## 収録レコード
- Rainy Day Woman #12 & 35 (3 Chorus Edit.)/ Pledging My Time（1966年）
  - 日本盤 雨の日の女／プレイジング・マイ・タイム（1966年6月23日、CBS／日本コロムビア、LL-928-C） - モノラル

他

## カバー・バージョン
- メリー・クレイトン - 『Keep Your Eye on the Sparrow』（1975年）に収録。
- ザ・パーティ・ボーイズ - 『Greatest Hits (of Other People)』（1983年）に収録。
- トム・ペティ&ザ・ハートブレイカーズ - 『30〜トリビュート・コンサート』（1993年）に収録。
- ジェシー・コルター - 『Out of the Ashes』（2006年）に収録。
- レニー・クラヴィッツ - 『Chimes of Freedom』（2012年）に収録。